# Triade (muscle)
Pour les articles homonymes, voir Triade.

Structure d'une fibre musculaire squelettique.

Dans l'histologie du muscle squelettique , une triade est la structure formée par un tubule T avec un réticulum sarcoplasmique (RS) connu sous le nom de citerne terminale de chaque côté.  Chaque fibre musculaire squelettique compte plusieurs milliers de triades, visibles dans les fibres musculaires sectionnées longitudinalement.  (Cette propriété est valable parce que les tubules T sont perpendiculaires à l'axe longitudinal de la fibre musculaire.  ) Chez les mammifères, les triades sont généralement situées à la jonction A-I, c'est-à-dire la jonction entre les bandes A et I du sarcomère , qui est la plus petite unité d'une fibre musculaire. 
Les triades constituent la base anatomique du couplage excitation-contraction , grâce auquel un stimulus excite le muscle et le fait se contracter.  Un stimulus, sous la forme d'un courant chargé positivement, est transmis à partir de la jonction neuromusculaire et tout le long des tubules en T , activant les récepteurs de dihydropyridine (DHPR).  Leur activation provoque un afflux négligeable de calcium et une interaction mécanique avec les récepteurs de la ryanodine (RyR) conducteurs du calcium sur la membrane du RS adjacent.  L'activation des récepteurs RyR provoque la libération de calcium par le RS, ce qui déclenche par la suite une cascade d'événements conduisant à la contraction musculaire.  Ces contractions musculaires sont causées par la liaison du calcium à la troponine et par le démasquage des sites de liaison couverts par le complexe troponine-tropomyosine sur le myofilament d'actine et par la connexion des ponts croisés de la myosine avec l'actine.